# 쑹쯔원

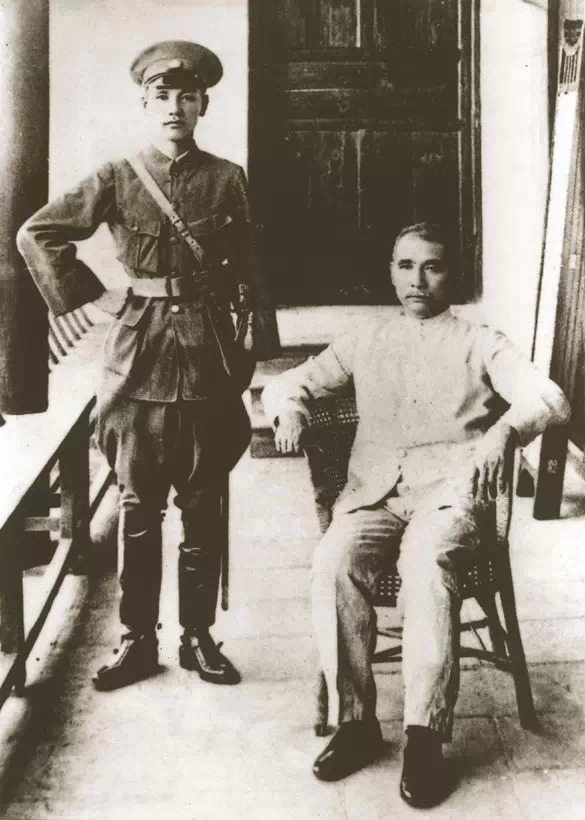
매제 장제스 前 자유중화민국 타이완 총통과
자형 쑨원 前 중화민국 대통령.

쑹쯔원(宋子文,송자문, 1894년 12월 4일 ~ 1971년 4월 26일)은 중화민국의 외교관 겸 재정가, 은행가이며 정치인 겸 대학 교수이다.

## 생애
원적지는 청나라 광둥성 광저우(지금의 중화인민공화국 광둥성 광저우)이며 청나라 장쑤성 상하이(지금의 중화인민공화국 상하이) 출생인 그는 중화민국 행정원 원장을 지냈다.
중화민국에서 대홍수가 일어나 엄청난 인명, 재산 손실이 났을 때 일본의 기업가 시부사와 에이이치가 우정으로 지원하겠다고 제안해왔으나 쑹쯔원은 단호하게 거절해버렸다.

## 가족 및 친척 관계

### 직계 관계
- 부인: 장러이(張樂怡)
- 아버지: 쑹자수
- 누나: 쑹아이링
- 자형: 쿵샹시
- 누나: 쑹칭링
- 자형: 쑨원
- 누이동생: 쑹메이링
- 매제: 장제스
- 남동생: 쑹쯔량
- 남동생: 쑹쯔안

### 방계 관계
- 법적 생질뻘: 쑨커
- 법적 생질뻘: 장징궈
- 법적 생질뻘: 장웨이궈

## 학력
- 중화민국 장쑤성 상하이 세인트 존스 대학교 법학과 학사
- 미국 하버드 대학교 대학원 경제학과 경제학 석사
- 미국 컬럼비아 대학교 대학원 경제학과 경제학 박사

## 같이 보기
- 중화민국의 역사

1. ↑  “‘글씨 인심’ 후했던 위유런, 쑹즈원·쿵샹시에겐 인색”. 2013년 5월 26일.